# Mathilde Johansson
Pour les articles homonymes, voir Johansson.
Mathilde Johansson (née le 28 avril 1985 à Göteborg, Suède) est une joueuse de tennis française, professionnelle de 2000 à 2016.
Elle n'a pas remporté de tournoi WTA, mais a disputé deux finales à Bogota en février 2011 et à Båstad en juillet 2012. Elle compte également quatorze titres en simple sur le circuit ITF dont les tournois de Pétange au Luxembourg en 2010 et 2011 et de Sofia en Bulgarie en 2010 dotés de « 100 000 $ ».
Après s'être inclinée au 2e tour de qualifications du tournoi de Roland Garros 2016, Johansson décide de prendre sa retraite.

## Biographie
Elle est née d'un père suédois artiste-peintre et d'une mère française institutrice.
Championne de France de la catégorie 15-16 ans en 2001, elle est classée no 9 française à la WTA en 2008, no 10 française pour l'année 2009 et finit no 4 fin 2010.
Sa surface de prédilection est la terre battue, ce qui ne l'empêche pas d'avoir réalisé l'un des meilleurs matchs de sa carrière sur herbe face à la 4e mondiale Svetlana Kuznetsova à Wimbledon en 2008.
Sa victoire dans le tournoi de Pétange où elle succède à Pauline Parmentier au palmarès, ainsi que de bons résultats en ITF, lui permettent d'intégrer le top 100 mondial, objectif qu'elle s'était fixée pour 2008.
En 2009, elle atteint pour la première fois de sa carrière les quarts de finale d'un tournoi WTA à Bogota sur terre battue suivi d'un deuxième consécutif à Acapulco. Autre première, Mathilde Johansson est sélectionnée en équipe de France de Fed Cup pour le match de barrages contre la Slovaquie. À Roland-Garros, elle tombe au premier tour contre la Russe Vitalia Diatchenko, après avoir raté huit balles de match.
Elle plonge en 2010 au-delà du top 200 à la suite d'une tournée asiatique peu prolifique en victoires et à des tirages de tableaux difficiles, notamment à Bogota et à Acapulco. Elle se ressaisit en remportant coup sur coup 2 tournois ITF de 25 000 $ à Budapest et à Montpellier et surtout, deux tournois dotés de 100 000 $ à Pétange au Luxembourg et Sofia en Bulgarie, battant au passage des joueuses confirmées. En fin d'année, elle revient in extremis dans le top 100.
En dehors du court, elle joue le rôle d'un arbitre de ligne dans un clip de Martin Solveig, tourné à Roland-Garros en 2010.

### 2011
Sa tournée australienne de début d'année est peu satisfaisante. En qualifications à Sydney, elle perd face à Vania King, puis à l'Open d'Australie, elle perd au premier tour face à la tête de série no 10, Shahar Peer.
Après un quart de finale au tournoi ITF de Cali, elle réalise de meilleures performances à Bogota. Au premier tour, elle bat la tête de série no 3, Simona Halep et l'emporte ensuite contre Yvonne Meusburger. Jouant son premier quart de finale sur le circuit WTA depuis 2009, elle s'impose face à la joueuse invitée Catalina Castaño. Pour sa première demi-finale à ce niveau, elle bat Carla Suárez Navarro mais doit s'incliner en finale contre une autre Espagnole Lourdes Domínguez Lino.
Au tournoi d'Acapulco, lancée sur de bons rails, elle bat la tête de série no 8 Olga Govortsova avant de se faire éliminer au 2e tour par la Suédoise Johanna Larsson en trois sets.
Alors qu'elle devient 3e Française au classement mondial, elle joue les qualifications d'Indian Wells, où elle bat difficilement (4-6, 7-5, 6-3) au premier tour Krista Hardebeck, une jeune Américaine de 16 ans qui a remporté les pré-qualifications, mais la Belge Kirsten Flipkens l'empêche d'intégrer le tableau final.
En avril, elle est sélectionnée, en tant que remplaçante, pour les barrages de Fed Cup avec Pauline Parmentier, Alizé Cornet, Virginie Razzano et Aravane Rezaï. Elle ne joue pas.
Quelques semaines plus tard, elle est dans le tournoi d'Estoril et gagne son premier tour contre Ksenia Pervak (6-4, 6-3). Au deuxième tour, elle tombe contre la tête de série no 1 Alisa Kleybanova. Elle lui résiste un set avant de craquer (5-7, 6-3, 6-2).
Elle revient ensuite sur le circuit ITF, pour jouer l'Open GDF Suez de Cagnes-sur-Mer Alpes-Maritimes (dont elle a tourné le spot publicitaire), où elle est tête de série no 2. Elle s'incline cependant au premier tour. Au lieu de s'inscrire au tournoi de Rome, elle va au tournoi de ITF de Prague, où elle est tête de série no 5, et perd en quarts de finale face à l'étoile montante du tennis du tennis féminin mondial, la Tchèque Petra Kvitová.
Au tournoi de Strasbourg, durant la semaine qui précède Roland-Garros, elle passe aisément le premier tour face à Akgul Amanmuradova (6-1, 6-1) avant de s'incliner logiquement contre Daniela Hantuchová.
À Roland-Garros, le tirage n'est guère clément. Elle hérite de l'Allemande Julia Görges qui l'élimine facilement.
Après avoir atteint les quarts de finale dans un tournoi ITF sur herbe, elle joue au premier tour de Wimbledon contre l'Anglaise Heather Watson qu'elle bat (2-6, 6-4, 6-4), passant un tour en Grand Chelem pour la première fois depuis Wimbledon 2009. Mais elle s'incline encore une fois face à l'Allemande Julia Görges, en dépit de 3 balles de 1er set. Malgré la déception de ce nouveau revers, Mathilde devient pour la 1re fois de sa carrière 2e joueuse française au classement mondial derrière Marion Bartoli.
Dès la seconde semaine de Wimbledon, Mathilde retourne sur la terre battue en s'alignant sur le tournoi ITF de Cuneo en Italie, doté de 100 000$. Elle s'incline sèchement dès le premier tour face à sa compatriote Laura Thorpe (6-2, 6-1). Elle participe ensuite aux tournois WTA de Budapest et Palerme où elle est respectivement éliminée au premier et deuxième tour face à Zuzana Kučová (7-6, 7-5) et la 21e mondiale Flavia Pennetta (4-6, 7-5, 7-5).
La semaine suivante, elle est désignée tête de série no 4 à Pétange, tournoi luxembourgeois doté « 100 000 $ » dont elle est tenante du titre. Mathilde conserve finalement son titre, en dominant en finale la tchèque Petra Cetkovská 49e (7-5, 6-3). Elle avait la veille éliminé en demi-finale Iveta Benešová, 46e joueuse mondiale, qui est la joueuse la mieux classée qu'elle ait battu jusqu'à présent.
Après une tournée nord-américaine mitigée, Mathilde retrouve des couleurs lors de tournois ITF dotés de 100 000$ sur terre battue à Sofia et à Saint-Malo.
La Fédération française de tennis confirme sa 3e place dans la hiérarchie nationale pour l'année 2012. C'est son meilleur classement depuis le début de sa carrière.

### 2012
Le début d'année ressemble à un cauchemar pour Mathilde. Elle cumule les défaites, dont de nombreuses en trois sets jusqu'au tournoi de Fès, le seul tournoi WTA africain. Sur la terre battue marocaine, elle profite d'un repêchage pour enfin remporter trois victoires consécutives, dont l'une face à la 58e mondiale, l’Israélienne Shahar Peer et l'autre face à la 30e mondiale, la Tchèque Petra Cetkovská. C'est la deuxième fois de sa carrière qu'elle atteint les demi-finales d'un tournoi WTA.
Elle se qualifie pour Madrid, et perd contre Ana Ivanović. À Roland-Garros, après avoir été menée 7-6, 5-2, elle remonte et gagne contre Anastasia Rodionova (6-7, 7-5, 6-2). Ensuite, elle retombe face à Petra Cetkovská, qu'elle bat 7-6, 6-2, après avoir écarté des balles de premier set. Pour la première fois où elle atteint un troisième tour en Grand Chelem, elle est battue par Sloane Stephens.
Elle ne joue que Wimbledon sur gazon, où elle passe un tour face à Lesia Tsurenko. Elle retourne ensuite sur terre battue pour jouer le tournoi de Bastad, dans son pays natal. Sara Errani déclare forfait, pour laisser la place à Jill Craybas, qu'elle bat. Ensuite, Mathilde Johansson écarte Shahar Peer en trois sets, puis, dans la foulée à cause de la pluie, Anastasia Pavlyuchenkova (6-4, 6-0). En demi-finale, elle bat Johanna Larsson (6-4, 6-4). En finale contre Polona Hercog, après n'avoir laissé aucun jeu dans la première manche, elle rate des points importants et perd un match à suspense (6-0, 4-6, 5-7).
À l'US Open, elle perd contre Varvara Lepchenko dans un autre match à rebondissements. Elle se rattrape au tournoi de Guangzhou, où elle atteint les quarts de finale, seulement battue par Hsieh Su-Wei. Enfin, Mathilde finit sa saison par Pékin et Osaka, où elle perd au premier tour.
En décembre, elle est sélectionnée dans le stage de Fed Cup organisé par la nouvelle capitaine française Amélie Mauresmo.

### 2013

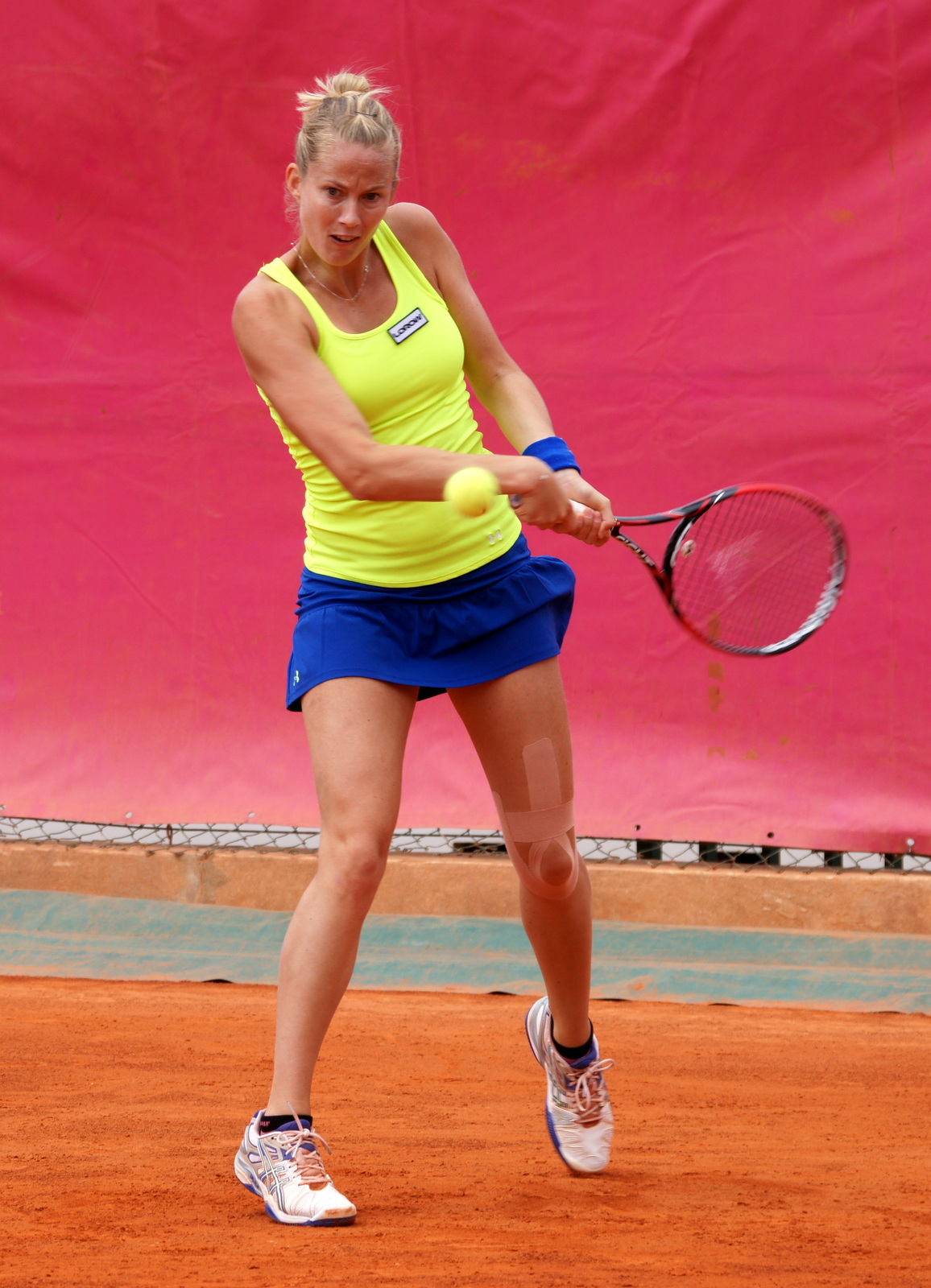
Mathilde Johansson à l'Open GDF Suez de Cagnes-sur-Mer 2014.

Mathilde annonce que sa saison commencera par la Hopman Cup, où elle fait équipe avec Jo-Wilfried Tsonga. Le duo perd ses deux premières rencontres, malgré un très bon match de Mathilde, où elle rate l'exploit de peu, ne s'inclinant que 3-6, 7-5, 6-4 face à Venus Williams.

### Fin de carrière
En mai 2015, la joueuse signe un contrat avec l'équipementier Ultra Petita. Elle intègre l'équipe des consultants d'Eurosport lors des tournois du Grand Chelem.
Mathilde Johansson décide de prendre sa retraite en simple après les qualifications de Roland-Garros 2016 où elle est battue au second tour par Ivana Jorović.
Pendant trois ans, elle est responsable du pôle intégration du club de football des Girondins de Bordeaux puis elle devient directrice sportive de l'Open Nantes Atlantique.

## Palmarès

### Titre en simple dames
Aucun

### Finales en simple dames
| No | Date       | Nom et lieu du tournoi           | Catégorie | Dotation  | Surface      | Vainqueure             | Score         |          |
| -- | ---------- | -------------------------------- | --------- | --------- | ------------ | ---------------------- | ------------- | -------- |
| 1  | 14-02-2011 | XIX Copa BBVA-Colsanitas, Bogota | Intern'l  | 220 000 $ | Terre (ext.) | Lourdes Domínguez Lino | 2-6, 6-3, 6-2 | Parcours |
| 2  | 16-07-2012 | Sony Swedish Open, Båstad        | Intern'l  | 220 000 $ | Terre (ext.) | Polona Hercog          | 0-6, 6-4, 7-5 | Parcours |

## Parcours en Grand Chelem

### En simple dames
| Année | Open d'Australie | Open d'Australie    | Internationaux de France | Internationaux de France | Wimbledon       | Wimbledon           | US Open         | US Open              |
| ----- | ---------------- | ------------------- | ------------------------ | ------------------------ | --------------- | ------------------- | --------------- | -------------------- |
| 2003  | —                | —                   | Q1                       | Magdalena Zděnovcová     | —               | —                   | —               | —                    |
|       |                  |                     |                          |                          |                 |                     |                 |                      |
| 2005  | —                | —                   | 1er tour (1/64)          | Svetlana Kuznetsova      | —               | —                   | Q1              | Sandra Klösel        |
| 2006  | Q2               | Anastasiya Yakimova | 2e tour (1/32)           | Maria Kirilenko          | Q1              | Edina Gallovits     | Q2              | Angelika Bachmann    |
| 2007  | Q1               | Yevgenia Savranska  | 2e tour (1/32)           | Elena Dementieva         | Q3              | Hsieh Su-wei        | 1er tour (1/64) | Martina Hingis       |
| 2008  | 1er tour (1/64)  | Marta Domachowska   | 2e tour (1/32)           | Serena Williams          | 1er tour (1/64) | Svetlana Kuznetsova | Q3              | Anastasia Pivovarova |
| 2009  | 2e tour (1/32)   | Daniela Hantuchová  | 1er tour (1/64)          | Vitalia Diatchenko       | 2e tour (1/32)  | Vera Zvonareva      | 1er tour (1/64) | M. L. de Brito       |
| 2010  | Q1               | Kristina Mladenovic | 1er tour (1/64)          | Chanelle Scheepers       | —               | —                   | Q1              | Yuliana Fedak        |
| 2011  | 1er tour (1/64)  | Shahar Peer         | 1er tour (1/64)          | Julia Görges             | 2e tour (1/32)  | Julia Görges        | 1er tour (1/64) | Carla Suárez         |
| 2012  | 1er tour (1/64)  | Iveta Benešová      | 3e tour (1/16)           | Sloane Stephens          | 2e tour (1/32)  | Christina McHale    | 1er tour (1/64) | Varvara Lepchenko    |
| 2013  | 1er tour (1/64)  | Akgul Amanmuradova  | 2e tour (1/32)           | Ana Ivanović             | 2e tour (1/32)  | Agnieszka Radwańska | 1er tour (1/64) | Bethanie Mattek      |
| 2014  | Q2               | Ana Konjuh          | 1er tour (1/64)          | Karolína Plíšková        | Q2              | Stephanie Vogt      | —               | —                    |
| 2015  | Q1               | Misaki Doi          | 1er tour (1/64)          | Heather Watson           | —               | —                   | Q1              | Duan Ying-Ying       |
| 2016  | Q1               | Yang Zhaoxuan       | Q2                       | Ivana Jorović            | —               | —                   | —               | —                    |

N.B. : à droite du résultat se trouve le nom de l'ultime adversaire.

### En double dames
| Année | Open d'Australie              | Open d'Australie          | Internationaux de France     | Internationaux de France     | Wimbledon                     | Wimbledon                  | US Open                       | US Open                      |
| ----- | ----------------------------- | ------------------------- | ---------------------------- | ---------------------------- | ----------------------------- | -------------------------- | ----------------------------- | ---------------------------- |
| 2003  | -                             | -                         | 1er tour (1/32) S. Montero   | Gisela Dulko M. Salerni      | -                             | -                          | -                             | -                            |
|       |                               |                           |                              |                              |                               |                            |                               |                              |
| 2005  | -                             | -                         | 1er tour (1/32) Aurélie Védy | Eva Birnerová Andreea Vanc   | -                             | -                          | -                             | -                            |
| 2006  | -                             | -                         | 1er tour (1/32) C. Dhenin    | D. Hantuchová Ai Sugiyama    | -                             | -                          | -                             | -                            |
| 2007  | -                             | -                         | 2e tour (1/16) Selima Sfar   | J. Gajdošová A. Morigami     | -                             | -                          | -                             | -                            |
| 2008  | -                             | -                         | 2e tour (1/16) S. Beltrame   | V. Azarenka Shahar Peer      | -                             | -                          | -                             | -                            |
| 2009  | 1er tour (1/32) Selima Sfar   | Amanmuradova T. Pironkova | 2e tour (1/16) P. Parmentier | A.-L. Grönefeld P. Schnyder  | -                             | -                          | -                             | -                            |
| 2010  | -                             | -                         | 1er tour (1/32) Camille Pin  | N. Llagostera M. J. Martínez | -                             | -                          | -                             | -                            |
| 2011  | -                             | -                         | 1er tour (1/32) Julie Coin   | Peng Shuai Zheng Jie         | 1er tour (1/32) P. Parmentier | J. Gajdošová K. Zakopalová | 1er tour (1/32) P. Parmentier | M. J. Martínez Anabel Medina |
| 2012  | 1er tour (1/32) P. Parmentier | Polona Hercog Zheng Jie   | 1er tour (1/32) C. Garcia    | E. Daniilídou Mandy Minella  | -                             | -                          | 1er tour (1/32) A. Cadanțu    | Irina Falconi Maria Sanchez  |
| 2013  | 2e tour (1/16) P. Parmentier  | Hsieh Su-Wei Peng Shuai   | 2e tour (1/16) C. Garcia     | Pavlyuchenkova L. Šafářová   | -                             | -                          | -                             | -                            |
| 2014  | -                             | -                         | 1er tour (1/32) A. Hesse     | Shuko Aoyama R. Voráčová     | -                             | -                          | -                             | -                            |
| 2015  | -                             | -                         | 1er tour (1/32) V. Razzano   | E. Makarova Elena Vesnina    | -                             | -                          | -                             | -                            |
| 2016  | -                             | -                         | 2e tour (1/16) P. Parmentier | C. Garcia K. Mladenovic      | -                             | -                          | -                             | -                            |

N.B. : le nom de la partenaire se trouve sous le résultat ; le nom des ultimes adversaires se trouve à droite.

### En double mixte
| Année | Open d'Australie | Open d'Australie | Internationaux de France      | Internationaux de France    | Wimbledon | Wimbledon | US Open | US Open |
| ----- | ---------------- | ---------------- | ----------------------------- | --------------------------- | --------- | --------- | ------- | ------- |
| 2010  | -                | -                | 1er tour (1/16) S. de Chaunac | Elena Vesnina Andy Ram      | -         | -         | -       | -       |
|       |                  |                  |                               |                             |           |           |         |         |
| 2012  | -                | -                | 2e tour (1/8) Marc Gicquel    | Elena Vesnina Leander Paes  | -         | -         | -       | -       |
|       |                  |                  |                               |                             |           |           |         |         |
| 2014  | -                | -                | 1er tour (1/16) A. Mannarino  | Alizé Lim Jérémy Chardy     | -         | -         | -       | -       |
| 2015  | -                | -                | 1er tour (1/16) A. Mannarino  | K. Mladenovic Daniel Nestor | -         | -         | -       | -       |
| 2016  | -                | -                | 1er tour (1/16) T. Lamasine   | Sania Mirza Ivan Dodig      | -         | -         | -       | -       |

N.B. : le nom du partenaire se trouve sous le résultat ; le nom des ultimes adversaires se trouve à droite.

## Parcours en «Premier Mandatory» et «Premier 5»
Découlant d'une réforme du circuit WTA inaugurée en 2009, les tournois WTA « Premier Mandatory » et « Premier 5 » constituent les catégories d'épreuves les plus prestigieuses, après les quatre levées du Grand Chelem.

### En simple dames
| Année |              | Premier Mandatory            | Premier Mandatory           | Premier Mandatory           | Premier Mandatory |       | Premier 5 | Premier 5 | Premier 5                   | Premier 5 | Premier 5 | Premier 5 | Premier 5 |
| Année | Indian Wells | Miami                        | Madrid                      | Pékin                       |                   | Dubaï | Rome      | Canada    | Cincinnati                  |           | Tokyo     |           |           |
| Année | Indian Wells | Miami                        | Madrid                      | Pékin                       |                   | Doha  | Rome      | Canada    | Cincinnati                  |           | Wuhan     |           |           |
| Année | Indian Wells | Miami                        | Madrid                      | Pékin                       |                   |       | Rome      | Canada    | Cincinnati                  |           |           |           |           |
| 2009  |              |                              | 2e tour (1/32) D. Safina    |                             |                   |       |           |           |                             |           |           |           |           |
| 2012  |              | 1er tour (1/64) C. Scheepers | 1er tour (1/64) M. Erakovic | 1er tour (1/32) A. Ivanović |                   |       |           |           |                             |           |           |           |           |
| 2013  |              |                              |                             |                             |                   |       |           |           | 1er tour (1/32) G. Muguruza |           |           |           |           |

Sous le résultat, l’ultime adversaire.

## Classements WTA en fin de saison

### En simple
| Année | 2001 | 2002 | 2003 | 2004 | 2005 | 2006 | 2007 | 2008 | 2009 | 2010 | 2011 | 2012 | 2013 | 2014 | 2015 |
| Rang  | 648  | 514  | 621  | 399  | 164  | 150  | 125  | 85   | 125  | 100  | 77   | 86   | 136  | 206  | 175  |

Source : (en) « Classements de Mathilde Johansson », sur le site officiel du WTA Tour

### En double
| Année | 2002 | 2003 | 2004 | 2005 | 2006 | 2007 | 2008 | 2009 | 2010 | 2011 | 2012 | 2013 | 2014 | 2015 |
| Rang  | 817  | 537  | 408  | 338  | 593  | 230  | 187  | 129  | 214  | 966  | 982  | 203  | 682  | 580  |

Source : (en) « Classements de Mathilde Johansson », sur le site officiel du WTA Tour

## Autre activité
En 2010, elle fait une apparition dans le clip de Martin Solveig et Dragonette Hello.